# Fatos Arapi
Fatos Arapi, född den 19 juli 1930 i Vlora i Albanien, död den 11 oktober 2018 i Tirana i Albanien, var en albansk poet och romanförfattare.
Efter studier i ekonomi 1949–1954 i Sofia i Bulgarien försörjde han sig som journalist och föreläste i albansk litteratur i Tirana i Albanien.
I de första diktsamlingarna som han utgav på 1960-talet utnyttjades den moderna versen och han förnyade på så sätt den albanska poesin. Hans verk ogillades dock av kommunistregimen i utrensningarna på 1970-talet och han utgav inga nya verk förrän 1989.
Fatos Arapi är en av de bäst kända albanska poeterna i dag. Han är författare av filosofiska verser, kärlekslyrik och elegier om döden. Han skrev över trettio böcker.

## Utgivningar
- "Shtigje poetike", Tirana 1962.
- "Poema dhe vjersha", Tirana 1966.
- "Më jepni një emër", Tirana 1973.
- "Gloria victis", Tirana 1997.
- "Më duhet një gjysëm ëndrre", Tirana 1999.
- "Eklipsi i ëndrrës", Tirana 2002.
- "Shëtitje pa veten", Tirana 2005.
- "Në Tiranë kur s’ke ç’të bësh", Tirana 2003.
- "Horrat e ndershëm ", Tirana 2007.